# Tetiiv
Tetiiv (em ucraniano:  Тетіїв) é uma cidade da Ucrânia, situada no Oblast de Kiev. Tem 13,04 km² de área e sua população em 2020 foi estimada em 12.855 habitantes.